# Wade Cunningham
Wade Cunningham (Auckland, 19 augustus 1984) is een Nieuw-Zeelands autocoureur.

## Carrière
Cunningham won in 2003 in het Italiaanse Sarno het wereldkampioenschap karting. In 2004 maakte hij de overstap naar het Amerikaanse Ford Zetec kampioenschap waar hij op de vijfde plaats eindigde. In 2005 startte hij in de Indy Lights. Hij won in zijn debuutjaar op de California Speedway en werd zeven keer tweede in een race, wat hem het kampioenschap opleverde. Hij won in 2006, 2009 en 2010 de Freedom 100, de Indy Lights race die jaarlijks gehouden wordt op de Indianapolis Motor Speedway in het voorprogramma van de Indianapolis 500 en hij is daarmee recordhouder. Cunningham debuteerde in 2011 met een beperkt programma in de IndyCar Series voor Sam Schmidt Motorsports. Hij reed drie races, werd zevende op de Kentucky Speedway en werd 37e in de eindstand.